# Manor Creek
Manor Creek – miasto w Stanach Zjednoczonych, w stanie Kentucky, w hrabstwie Jefferson.